# Flerovium
Flerovium ist ein chemisches Element mit der Ordnungszahl 114 und dem Elementsymbol Fl. Im Periodensystem steht es in der 14. IUPAC-Gruppe und gehört damit zur Kohlenstoffgruppe. Es zählt zu den Transactinoiden. Nur wenige Atome wurden hergestellt, die jeweils nur einige Sekunden existierten.

## Geschichte
Flerovium wurde vermutlich erstmals 1999 im Vereinigten Institut für Kernforschung bei Dubna (Russland) von Wissenschaftlern des Instituts und des Lawrence Livermore National Laboratory erzeugt. Die Entdeckung wurde im Juni 2011 von der IUPAC bestätigt, womit dieses Element offiziell Eingang in das Periodensystem der Elemente fand. Am 23. Mai 2012 wurde der am 1. Dezember 2011 vorgeschlagene Name von der IUPAC angenommen. Bis zu diesem Zeitpunkt hieß es Ununquadium (chemisches Symbol Uuq, systematisch für „Element 114“). Der neue Name wurde zu Ehren des russischen Physikers Georgi Fljorow (englische Transkription Flerov) vergeben.

## Eigenschaften
Das stabilste der bisher bekannten Flerovium-Isotope, 289Fl, besitzt mit 1,9 Sekunden eine im Vergleich zu im Periodensystem benachbarten Elementen lange Halbwertszeit, mit dem nächst schwereren Isotop 290Fl bei einer womöglich noch größeren Halbwertszeit von circa 20 Sekunden. Das liegt daran, dass es sich bei der Ordnungszahl 114 um eine sogenannte magische Zahl handelt; aufgrund einer abgeschlossenen Unterschale im Kernschalenmodell sind Kerne mit 114 Protonen relativ stabil. Beim bisher noch nicht synthetisierten Isotop 298Fl würde es sich um einen doppelt magischen Kern handeln, d. h., auch die Neutronenzahl wäre eine magische Zahl. Man erwartet daher, dass die Halbwertszeit dieses Isotops noch deutlich höher liegt. Im Jahr 2022 konnten – als Teil des FAIR-Phase-0 Programms – in einem sechswöchigen Dauerversuch im UNILAC-Linearbeschleuniger am GSI Helmholtzzentrum für Schwerionenforschung in Darmstadt Hinweise auf chemische Eigenschaften gewonnen werden. Das Element wird als flüchtiges Metall beschrieben, dessen Reaktivität etwas geringer im Vergleich zu Quecksilber ist.

## Sicherheitshinweise
Es gibt keine Einstufung nach der CLP-Verordnung oder anderen Regelungen, weil von diesem Element nur wenige Atome gleichzeitig herstellbar sind und damit viel zu wenige für eine chemische oder physikalische Gefährlichkeit.